# LittleBigPlanet (відеогра, 2008)
LittleBigPlanet — це відеогра-платформер 2008 року, розроблена Media Molecule і видана Sony Computer Entertainment для PlayStation 3, і є першою грою франшизи LittleBigPlanet. Гра фокусується на редакторі рівнів, дозволяючи гравцеві створювати, редагувати та публікувати власні рівні онлайн. Гравець керує Сакбоєм, настроюваною ганчірною лялькою з можливістю творити. Сюжетний режим складається із попередньо створених рівнів, побудованих навколо основної схеми управління Сакбоєм, і вони згруповані в області, кожна з яких зосереджена навколо теми; Історія розповідає про те, як Сакбой допомагає різним кураторам-творцям навколо LittleBigPlanet, перш ніж зіткнутися з Колекціонером, який викрадає творіння.
Media Molecule була заснована чотирма колишніми співробітниками Lionhead Studios після випуску Rag Doll Kung Fu (2005). Концепція гри, яка дозволяла гравцеві бути творчо амбітною для консолі, була надихнена Мандрівним замком Хаула . Після створення прототипу під назвою Craftworld у 2006 році його показали президенту Sony Computer Entertainment Worldwide Studios Філу Гаррісону . Гаррісон високо оцінив концепцію та погодився на фінансування проєкту. Про LittleBigPlanet Гаррісон вперше оголосив на Game Developers Conference у 2006 році. Після маркетингової кампанії та доступу до бета-версії реліз гри планувався у жовтні 2008 року. Після тижневої затримки для видалення текстів пісень у грі, які могли виявитись образливими, вона була випущена в усьому світі з кінця жовтня до початку листопада 2008 року.
LittleBigPlanet зустріла загальне визнання і була номінована на чисельні нагороди. Зокрема схвалення отримав геймплей, творчість та соціальний аспект гри. Хоча продажі LittleBigPlanet спочатку знизилися, гра зрештою мала комерційний успіх, досягнувши чотирьох мільйонів проданих копій. Вона вважається однією з найкращих відеоігор усіх часів. Відома своїм впливом на жанр «грай, створюй, ділись». Хоча спочатку не планувалося випускати продовження, серія LittleBigPlanet зрештою складається зі спін-оффів і двох прямих продовжень. Сакбой став талісманом компанії Sony. Вихід LittleBigPlanet збігся зі зростанням користувацького контенту і допоміг започаткувати жанр ігор з редагуванням рівнів. Онлайн-функціонал гри було припинено 13 вересня 2021 року.

## Ігровий процес

Скріншот з рівня Savannah «Swinging Safari». Кожен рівень побудований на базовій схемі керування Сакбоя. Зверху жирафа розташовані бульбашки з балами, а коричневе коло праворуч — неактивована контрольна точка.

LittleBigPlanet — це гра-платформер, заснована на фізиці, розроблена під гаслом «Грай. Твори. Ділись». Гравець може грати в рівні гри, створювати рівні та ділитися ними в Інтернеті. Капсула у формі картонного корабля слугує центром для цих можливостей. Можливість грати в інші рівні є на планеті, відомій як «LittleBigPlanet», де доступні сюжетний режим та опубліковані рівні. Редактор рівнів знаходиться на MyMoon, який також дозволяє гравцеві публікувати рівні на LittleBigPlanet. Персонажем гри є коричнева ганчіркова лялька на ім'я «Сакбой», яку можна кастомізувати за допомогою костюмів. Сакбой може бігати, стрибати та хапати предмети, виготовлені з певних матеріалів. Він також може брати реактивні ранці, щоб літати, переміщатись між трьома рівнями гри і отримати доступ до меню, відомого як «Popit», яке має вигляд плаваючого вертикального прямокутника, з'єднаного з Сакбоєм за допомогою нитки. Popit є джерелом інструментів налаштування, наклейок і об'єктів. Гравець може дати Сакбою одну з чотирьох емоцій; щасливий, сумний, наляканий і злий; з різним ступенем вираженості.
Сюжетний режим LittleBigPlanet складається з восьми тематичних частин, кожна з яких має три або чотири основні рівні. На всіх основних рівнях заховані ключі, які, якщо їх зібрати, відкривають бонусні рівні. Загалом у грі є п'ятдесят рівнів. Кожен рівень побудований за схемою управління Сакбоєм і відповідно до тематики своєї зони. Наприклад, у Метрополісі потрібно пересуватися каналізаціями та стрибати в метро. Хоча сюжетний режим має послідовний порядок проходження, кожен з рівнів можна повторно пройти, аби зібрати призові бульбашки, які містять предмети, зокрема, наклейки, пісні та об'єкти. Існують також бульбашки з балами, які коли зібрані в ланцюжок можуть збільшити кількість балів, отриманих з бульбашок. Кожен із рівнів також містить контрольні точки, де Сакбой може відродитися, у разі смерті. Кожна контрольна точка має три, або в деяких випадках шість доступних варіантів використання. Якщо остання активована контрольна точка закінчується, рівень завершується. Гравець має можливість грати в гру з трьома іншими гравцями. Деякі головоломки для пошуку призових бульбашок у сюжетному режимі вимагають кількох гравців.
| Агрегатор  | Оцінка |
| ---------- | ------ |
| Metacritic | 95/100 |

| Видання                            | Оцінка                           |
| ---------------------------------- | -------------------------------- |
| 1Up.com                            | A+                               |
| Computer and Video Games           | 9.6/10                           |
| Edge                               | 10/10                            |
| Eurogamer                          | 9/10                             |
| Game Informer                      | 9.5/10                           |
| GamePro                            | 5/5                              |
| GameSpot                           | 9/10                             |
| Giant Bomb                         | [ 12 ]                           |
| IGN                                | UK: 9.7/10 US: 9.5/10 AU: 9.2/10 |
| PlayStation Official Magazine — UK | 10/10                            |
| X-Play                             | [ 17 ]                           |

## Сприйняття

### Відгуки
На Metacritic LittleBigPlanet отримала загальну оцінку 95/100, що вказує на «загальне визнання» базуючись на 85 відгуках. Майк Д'Алонзо з X-Play заявив: «У грі є кілька проблем, що безсумнівно потребують певних налаштувань, але вони навіть не близько до того, аби зробити гру не однією з найнеймовірніших ігор, коли-небудь створених». Тае К. Кім з GamePro назвав LittleBigPlanet «однією з найдивовижніших і найцікавіших ігрових досвідів, коли-небудь створених». Edge назвав LittleBigPlanet «однією із рідкісних перемог у іграх».
Творчий аспект LittleBigPlanet отримав широке схвалення критиків, хоча деякі зауважили, що створення чудового рівня вимагає терпіння. Нік Сатнер з 1Up.com високо оцінив режим створення, стверджуючи, що він дозволяє гравцеві створювати будь-який рівень, який він хоче, і ділитися ним. Майк Джексон із Computer and Video Games зазначив, що в ігровій індустрії багато говорили про користувацький контент, і вважає, що Sony успішно створила чудову гру з LittleBigPlanet. Джо Джуба з Game Informer зазначив, що «інструменти досить складні, щоб виконувати складні завдання, але достатньо прості, щоб бути доступними для будь-якого мотивованого гравця». Кім погоджується та хвалить режим створення за те, що він «достатньо потужний», щоб гравець міг створити бажаний рівень. Олі Велш з Eurogamer сказав, що «креативні інструменти LittleBigPlanet перетворюють його на щось зовсім інше, на унікальну, веселу, нескінченну розвагу».
Громадськість також виявила широку прихильність до гри. Деякі критики рекомендують грати в LittleBigPlanet за допомогою онлайн-з'єднання. Д'Алонзо виявив, що функції онлайн-спільноти «настільки ж зручні, наскільки і доступні». Велш, зокрема, назвав теги та систему сердець після гри на кожному рівні спільноти «геніальними». Незважаючи на схвалення з боку спільноти, погляди на багатокористувацьку гру LittleBigPlanet були в переважно неоднозначними. Гай Кокер з GameSpot написав, що LittleBigPlanet була веселіша, граючи з декількома гравцями, але в результаті більш недосконалою; називаючи «пам'ятні» багатокористувацькі головоломки хорошими, а незграбність мультиплеєра в цілому — поганою. Мет Уейлз з IGN зауважив, що кооперативна гра не є важливою частиною гри.
Сюжетний режим загалом був схвальним. Кріс Ропер з IGN вважає перші три рівні сюжетного режиму «хорошими посібниками». Леон Перлі з PlayStation Official Magazine - UK похвалив поєднання «дії, виклику та здивування» в сюжетному режимі, визнавши його якість ідеальною і рекомендуючи його тим, хто втомилися від режиму створення. Саттнер зазначив, що сюжетний режим «представляє одні з найпривабливіших 2D-рівнів у сучасних іграх». Джон Теті, пишучи для The AV Club, назвав сюжет коротким і блискучим для повторної гри. Натомість, Сет Шизель з The New York Times назвав його тмяньм, вважаючи рівні спільноти кращими. Бен Фріц з Variety зазначив, що сюжетний режим — це «не стільки пригода, скільки вправа зі збору сотень предметів та інструментів і навчання, як ними користуватися.».